# 栃木県道266号中塩原板室那須線

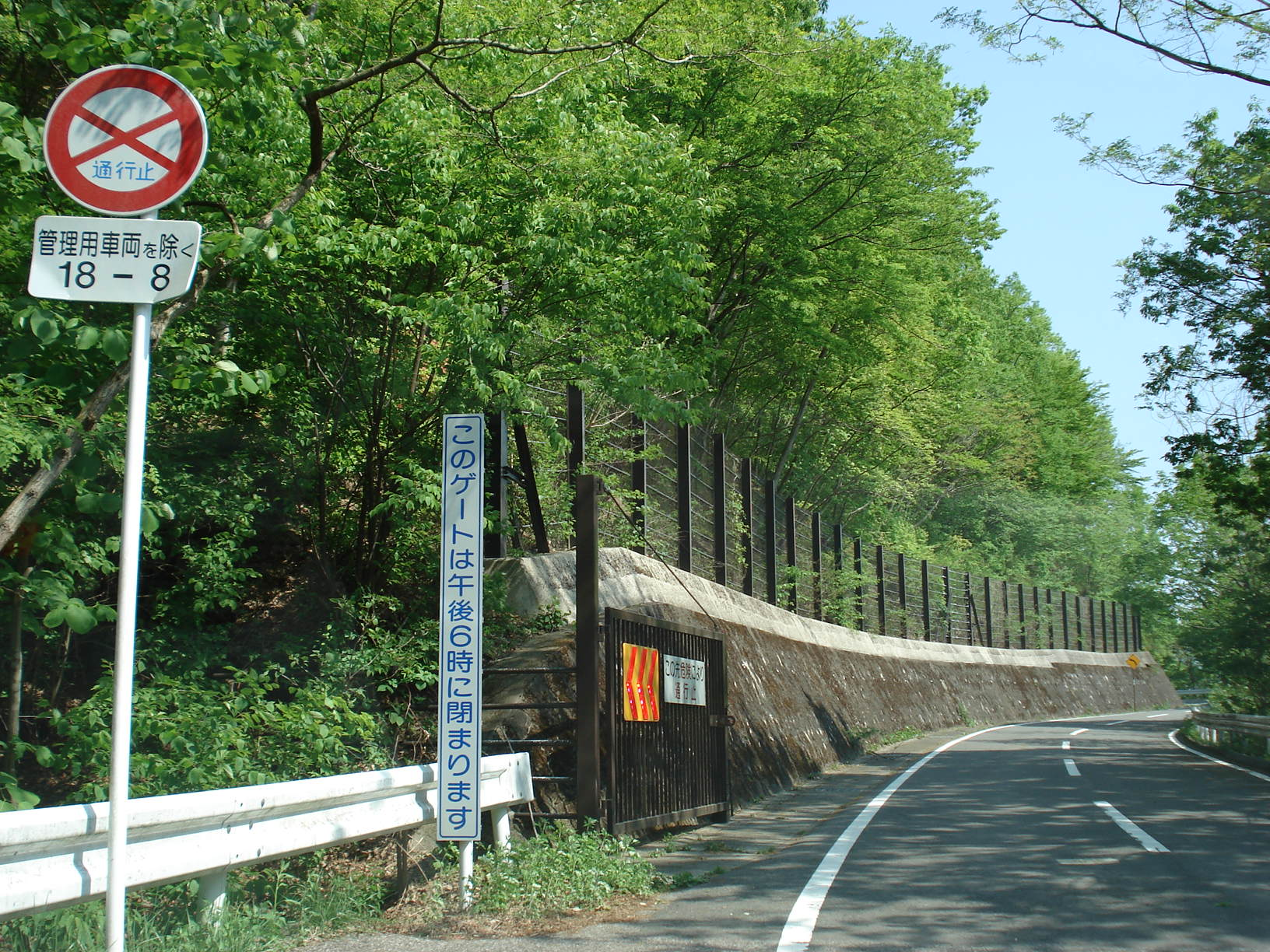
塩那道路塩原側第1ゲート。冬季及び夜間の午後6時 - 翌日午前8時は閉鎖される。

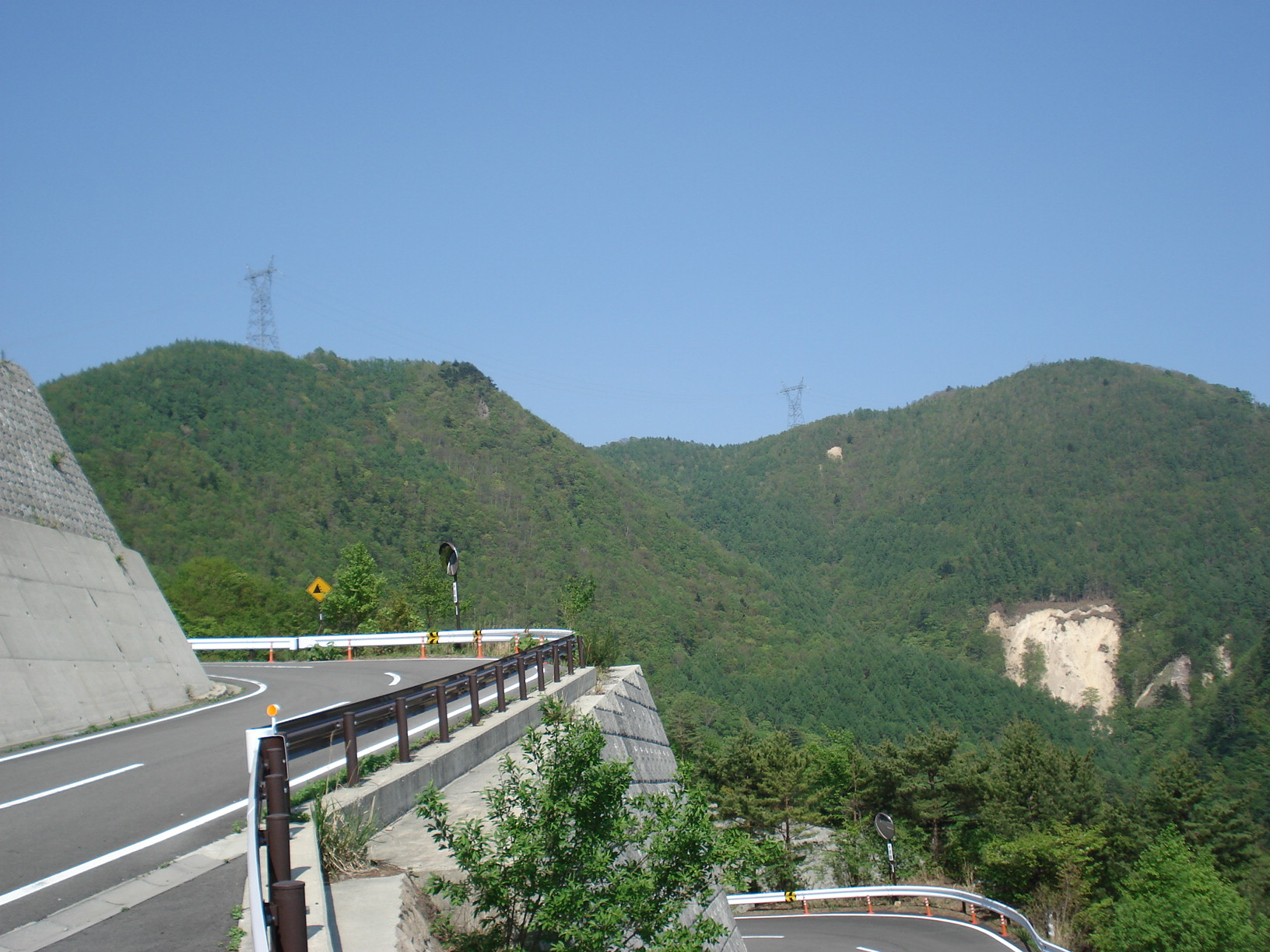
塩那道路塩原側。非常に高低差のある九十九折が続く。

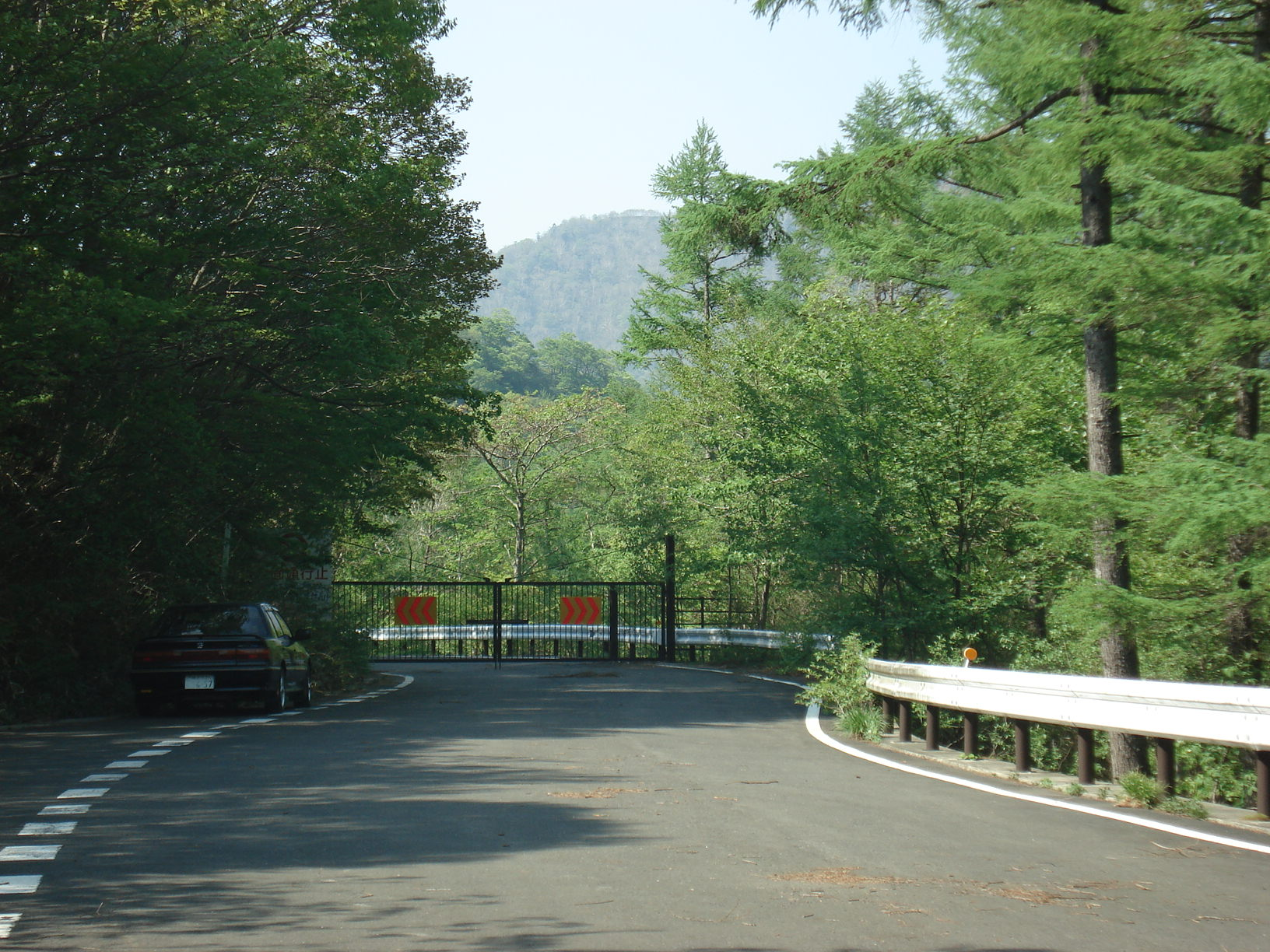
塩那道路塩原側第2ゲート。ここより先は関係者以外立入禁止である。

栃木県道266号中塩原板室那須線（とちぎけんどう266ごう なかしおばらいたむろなすせん）は、那須塩原市塩原から板室を経由して那須郡那須町に至る一般県道である。路線の途中には計画の中断によって生じた交通不能区間がある。

## 概要
当初は有料道路（塩那（えんな）道路、塩那スカイライン）として構想された。工事用道路が完成するも有料道路として完成の日を迎えなかった塩原 - 板室間は山岳区間の廃道化措置が行われているが（後述）、那須山麓有料道路として開通し、やがて無料開放された板室 - 那須間は観光地を結ぶ一般的な県道として供用されている。

### 路線データ
- 起点：栃木県那須塩原市中塩原（国道400号交点）
- 終点：栃木県那須郡那須町大字湯本（一軒茶屋前交差点＝栃木県道17号那須高原線交点）
- 路線延長[1]
  - 総延長：65.303 km（うち交通不能区間：13.742 km）
  - 実延長：65.176 km（うち交通不能区間：13.742 km）

## 歴史
- 1962年（昭和37年）
栃木県が塩那道路建設構想を発表
- 1964年（昭和39年）
建設工事に着手
- 1968年（昭和43年）
黒磯町板室本村（現在の那須塩原市板室）から那須町湯本までの区間が先行して完成、有料の「那須山麓有料道路」として開通
- 1971年（昭和46年）
塩原町中塩原の起点から黒磯市百村までの山岳区間の工事用パイロット道路が貫通 （1970年黒磯町が市制施行）
- 1972年（昭和47年）7月4日
パイロット道路の完成を受けて栃木県が一般県道として認定
- 1975年（昭和50年）
オイルショックによる景気減速と財政悪化を原因に建設工事が休止
以降、総合保養地域整備法の「日光・那須リゾートライン構想」エリアとなり再注目されるもバブル崩壊により山岳区間の整備計画が事実上凍結
- 1991年（平成3年）4月
那須山麓有料道路の料金徴収期間が満了し、無料開放
- 2012年（平成24年）10月17日
板室 - 深山園地間の整備完了に伴い同区間の一般供用開始

## 路線状況

### 塩原 - 板室間

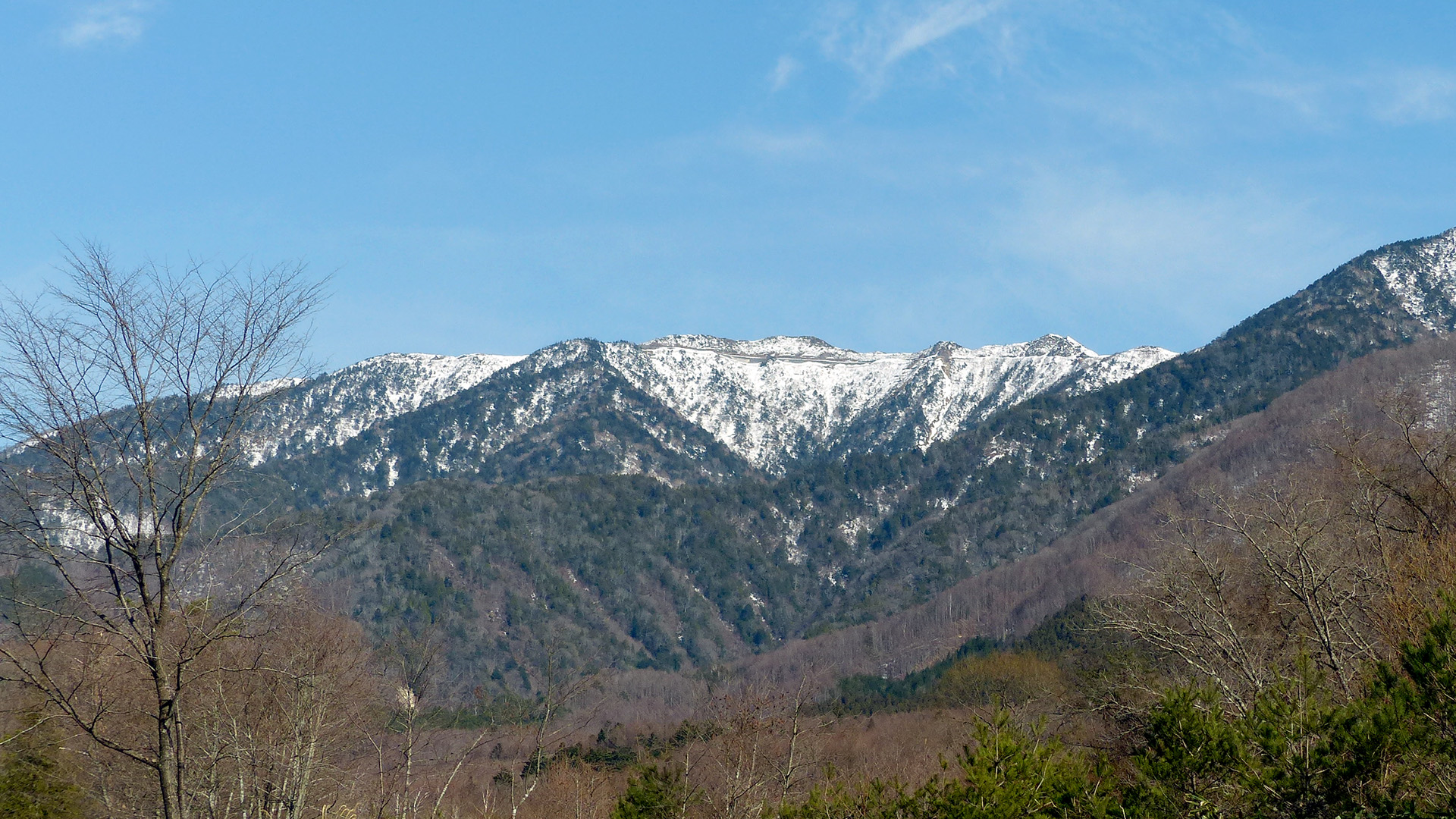
西を通る国道121号側から見た大佐飛山地（鹿又岳周辺）。鹿又岳の山頂付近を塩那道路の最高地点が通る。

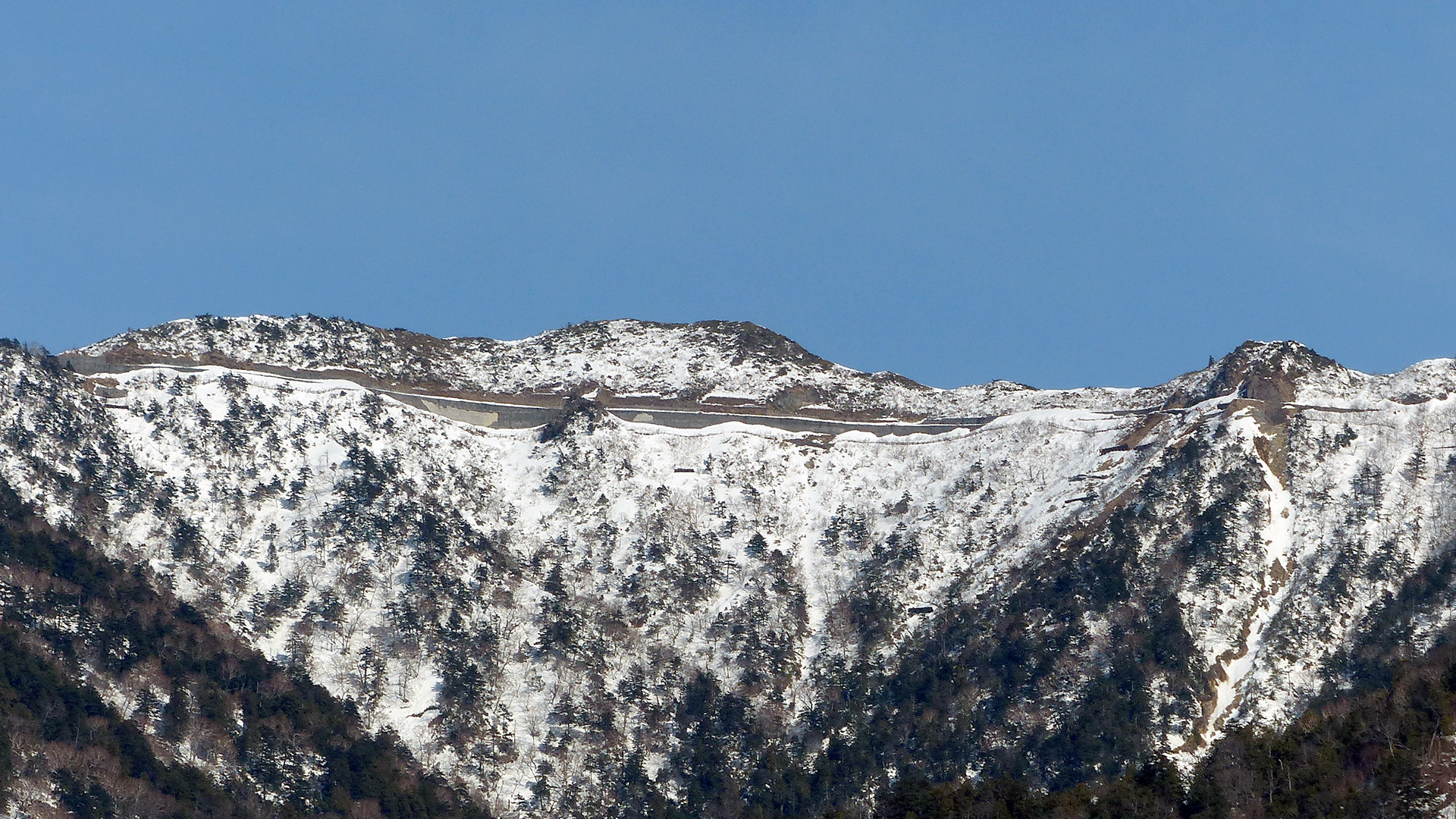
鹿又岳の山頂付近を通る塩那道路の廃道区画。

塩原 - 板室間の山越え区間は俗に「塩那道路」と呼ばれる。
大佐飛山地の標高1,000メートル以上の稜線を縦走する道路で、最高地点は標高1,700メートル（鹿又岳付近）、道路の麓からの高低差は1,100メートルに達し、通常なら登山の対象になるような、集落も人家もない場所を通る。
この区間は高度経済成長期の1962年（昭和37年）に観光道路「塩那スカイライン」として構想された。
当時は急速に普及したマイカー（自家用自動車）による観光が日本中でブームで、全国各地で同様の観光道路の建設が相次いでおり、本道は視界を遮るものがなく見晴らしの良い稜線上を車で通行できるような、日本有数の規模の山岳道路が完成する予定であった。
塩原側の起点位置は同時期に道幅拡幅と路線延長が構想されていた日塩もみじライン入口とは箒川をはさんで対岸の位置にあり、開通を果たした際には同道路と接続させる目的もあった。
建設現場の地形は急峻で、民間の業者では機材の搬入が困難であったことから、1966年（昭和41年）10月からは栃木県から土木工事等の受託を委託された陸上自衛隊が訓練の一環として工事に当たり、延べ74,018人の自衛隊員が参加した。路線の途中に資材搬入のためのヘリポートが設けられ、自衛隊の空輸能力を生かした工事が進められたが、ブルドーザーの空輸中の事故によって殉職者が出るなど、工事は困難なものであった。
1971年（昭和46年）にはついに工事用パイロット道路の貫通にいたるが、その後オイルショックによる景気減速と財政悪化を原因に建設工事が中断する。本道は1,100メートルに達する高低差を登り降りするためにつづら折りを繰り返した結果、非常に長い道のりとなってしまい国道400号経由のルートと比較してショートカットとして機能しないため（山越え区間のパイロット道路が約50キロメートルの道のりに対し、(現) 国道400号線 - 県道30号線 - 県道369号線経由ならば20キロメートル以上短くアップダウンも少ない）、有料道路として整備しても通行量が見込めなかった。1982年（昭和57年）には塩那道路の塩原側から少し入った土平（どだいら）園地、および 板室側から少し入った深山園地までの区間を、良好な眺望を得られる地点までの「優先区間」として少しずつ整備を進める方針が決定したが、残りの区間は優先区間の整備を待つものとされた。1980年台後半には、栃木県北部地域は通称リゾート法と呼ばれる総合保養地域整備法の「日光・那須リゾートライン構想」エリアとなり再び注目されるも、バブル崩壊により山岳区間の整備計画が事実上凍結。
山岳区間は未開通のまま4,000万円の年間維持費を費やしながらも、結論は先送りされたまま定まらず、建設の中断から29年目の2004年（平成16年）、ついに観光道路として一度も開放されることのないまま、山岳区間を利用廃止する方針が定まった。
2011年（平成23年）には植生回復工事も完了し、2014年現在、塩原 - 土平園地間、および 深山園地 - 板室間のみが開通しており、それ以外の山岳区間は土砂崩れや環境破壊などを防ぐ措置を講じつつ、自然の回復力に任せ廃道とするとしている。
土平園地 - 深山園地間のパイロット道路は那須塩原警察署が通行止（歩行者も含む完全通行止）の規制を敷いており、道路管理関係者と一部の地元住民（主に林業関係者）以外は一切進入できない。途中の男鹿岳山頂付近には工事に従事した陸上自衛隊104建設大隊（宇都宮駐屯地）の関係者を列挙した記念碑があるが、道路での到達は不可能である。
塩那道路塩原側約8キロメートルは上記の通り土平園地までは整備済であるが、4月下旬 - 11月下旬の8時 - 18時のみ開放され、それ以外の期間は閉鎖されている。また、板室側は5月中旬 - 11月下旬のみの開放となり、それ以外の通行は禁止されている。

### 板室 - 那須湯本間
黒磯町板室本村（現在の那須塩原市板室）から那須町湯本までの区間は有料の「那須山麓有料道路」として1968年（昭和43年）に先行して開通し、そして塩原 - 板室間の整備計画が事実上凍結された後の1991年（平成3年）4月に料金徴収期間が満了し、塩那スカイラインと接続する可能性も消えたとして無料開放された（→ 無料開放された道路一覧）。
一般県道化後の同区間は、板室温泉・乙女の滝・那須ハイランドパーク・南ヶ丘牧場・那須湯本温泉等の観光地を結ぶ重要な観光道路として機能しており、那須町内では那須高原スカイラインの愛称がある。
板室温泉付近では板室街道（栃木県道・福島県道369号黒磯田島線）と、この道路の終点である那須町湯本の一軒茶屋交差点では那須街道（栃木県道17号那須高原線）と接続する。
終点の一軒茶屋交差点から先も県道でなくなった道路が続くが、直進し続けると那須御用邸がある。

## 地理

### 通過する自治体
- 栃木県
  - 那須塩原市 - 日光市 - 那須塩原市 - 日光市 -  那須塩原市 - 那須郡那須町

### 交差する道路
- 国道400号：那須塩原市中塩原
- 栃木県道369号黒磯田島線：那須塩原市百村（重複区間）
- 栃木県道17号那須高原線：一軒茶屋前交差点

かつては日光市横川から廃道区間にある男鹿岳山頂付近（陸上自衛隊104建設大隊記念碑前）の交点へと至る工事用道路が存在していたが、パイロット道路の貫通後まもなく植生回復が進められ、藪に覆われた廃道となっている。

### 沿線
- 箱の森プレイパーク（那須塩原市中塩原）
- 木ノ葉化石園（那須塩原市中塩原）
- 民俗資料博物館（那須塩原市中塩原）
- 土平園地
- 深山園地
- 板室温泉（那須塩原市板室）
- 南ヶ丘牧場（那須郡那須町湯本）

## 本県道を舞台とした作品
しげの秀一による漫画『頭文字D』では、第209話（第18巻収録）から第257話（第21巻収録）にかけて登場する走り屋集団「東堂塾」が、「栃木県S町」に所在する工事中で未開通の道路「塩那の峠」をホームコースとしているという設定で登場する。このうち第216話（第20巻収録）から第236話（第21巻収録）にかけて、栃木県を訪れた主要登場人物を相手に、夜間の「塩那の峠」で命がけのカーレースを繰り広げる場面があり、塩那道路（塩原側）をモチーフとした、周辺の詳細な風景やコースの特徴が描写されている。
同作品を原作としたアニメシリーズの第4弾『頭文字D Fourth Stage』では前述の場面が映像化されているほか、同作品を原作としたPlayStation 2用レースゲーム『頭文字D Special Stage』では、ゲーム上で走行可能なバトルコースとして、塩那道路の第2ゲート付近（ダウンヒルスタート地点）から第1ゲート（ダウンヒルゴール地点）までが再現されている。